# Wereldkampioenschap voetbal 1958
Het FIFA wereldkampioenschap voetbal 1958 was de zesde editie van een internationale voetbalwedstrijd tussen de nationale mannenteams van landen die aangesloten zijn bij de FIFA. Zweden was dat jaar gastheer van de eindronde, zoals acht jaar eerder, op zaterdag 22 juli 1950, besloten tijdens een FIFA-congres in Rio de Janeiro.
Aan de voorronden deden 48 landen mee, waaronder elf debutanten. De loting voor het hoofdtoernooi had plaats op zaterdag 8 februari 1958 in Stockholm. Het toernooi zelf begon op vrijdag 6 juni en eindigde op zondag 29 juni. Het is tot dusver het enige WK waarop alle vier de elftallen van het Verenigd Koninkrijk zich wisten te plaatsen.
De wereldtitel werd gewonnen door Brazilië met als smaakmaker de 17-jarige Pelé. Topscorer was de Franse aanvaller Just Fontaine met 13 doelpunten, een record voor een eindtoernooi dat tot op heden nog niet is verbeterd.

## Kwalificatie
| FIFA-lid          | Confederatie | Kwalificatie        | Aantal dln. (inclusief 1958) | Dln. op rij | Eerste dln. | Laatste dln. | Titels (exclusief 1958) | Beste prestatie |
| ----------------- | ------------ | ------------------- | ---------------------------- | ----------- | ----------- | ------------ | ----------------------- | --------------- |
| Zweden            | UEFA         | Gastland            | 4e                           | 1           | 1934        | 1950         | 0                       | Derde           |
| West-Duitsland    | UEFA         | Titelverdediger     | 4e                           | 2           | 1934        | 1954         | 1                       | Kampioen        |
| Engeland          | UEFA         | Winnaar groep 1     | 3e                           | 3           | 1950        | 1954         | 0                       | Kwartfinale     |
| Frankrijk         | UEFA         | Winnaar groep 2     | 5e                           | 2           | 1930        | 1954         | 0                       | Kwartfinale     |
| Hongarije         | UEFA         | Winnaar groep 3     | 4e                           | 2           | 1934        | 1954         | 0                       | Tweede          |
| Tsjecho-Slowakije | UEFA         | Winnaar groep 4     | 4e                           | 2           | 1934        | 1954         | 0                       | Tweede          |
| Oostenrijk        | UEFA         | Winnaar groep 5     | 3e                           | 2           | 1934        | 1954         | 0                       | Derde           |
| Sovjet-Unie       | UEFA         | Winnaar groep 6     | 1e                           | 1           | n.v.t.      | n.v.t.       | n.v.t.                  | n.v.t.          |
| Joegoslavië       | UEFA         | Winnaar groep 7     | 4e                           | 3           | 1930        | 1954         | 0                       | Halve finale    |
| Noord-Ierland     | UEFA         | Winnaar groep 8     | 1e                           | 1           | n.v.t.      | n.v.t.       | n.v.t.                  | n.v.t.          |
| Schotland         | UEFA         | Winnaar groep 9     | 2e                           | 2           | 1954        | 1954         | 0                       | Groepsfase      |
| Wales             | UEFA         | play-off (UEFA–AFC) | 1e                           | 1           | n.v.t.      | n.v.t.       | n.v.t.                  | n.v.t.          |
| Brazilië          | CONMEBOL     | Winnaar groep 1     | 8                            | 8           | 1930        | 1954         | 0                       | Tweede          |
| Argentinië        | CONMEBOL     | Winnaar groep 2     | 3                            | 1           | 1930        | 1934         | 0                       | Tweede          |
| Paraguay          | CONMEBOL     | Winnaar groep 3     | 3                            | 1           | 1930        | 1954         | 0                       | Groepsfase      |
| Mexico            | CONCACAF     | Finaleronde         | 4e                           | 3           | 1930        | 1954         | 0                       | Groepsfase      |

## Deelnemende landen
| Groep A                                                   | Groep B                                  | Groep C                       | Groep D                                  |
| --------------------------------------------------------- | ---------------------------------------- | ----------------------------- | ---------------------------------------- |
| Argentinië Noord-Ierland Tsjecho-Slowakije West-Duitsland | Frankrijk Joegoslavië Paraguay Schotland | Hongarije Mexico Wales Zweden | Brazilië Engeland Oostenrijk Sovjet-Unie |

## Speelsteden
| Råsundastadion capaciteit: 52.400 | Nya Ullevi capaciteit: 52.000  | Malmö Stadion capaciteit: 30.000 |
|                                   |                                |                                  |
| Norrköping                        | Sandviken                      | Uddevalla                        |
| Nya Parken capaciteit: 20.000     | Jernvallen capaciteit: 20.000  | Rimnersvallen capaciteit: 17.778 |
|                                   |                                |                                  |
| Borås                             | Halmstad                       | Örebro                           |
| Ryavallen capaciteit: 15.000      | Örjans vall capaciteit: 15.000 | Eyravallen capaciteit: 13.000    |
|                                   |                                |                                  |
| Eskilstuna                        | Helsingborg                    | Västerås                         |
| Tunavallen capaciteit: 20.000     | Olympia capaciteit: 16.000     | Arosvallen capaciteit: 10.000    |
|                                   |                                |                                  |

## Groepsfase

### Groep A
West-Duitsland ging met vooral wat oudere spelers naar het WK die al eerder wereldkampioen waren geworden zoals Helmut Rahn en de inmiddels al 37-jarige aanvoerder Fritz Walter. Jong talent was voornamelijk aanwezig in de vorm van de 21-jarige Uwe Seeler, een veelbelovende aanvaller van Hamburger SV en de 19-jarige back Karl Heinz Schnellinger van 1.FC Köln. West-Duitsland had het zwaar in de eerste ronde, in alle wedstrijden moesten er achterstanden ingehaald worden, wat echter een specialiteit van de Duitsers werd. Alleen tegen Argentinië werd er gewonnen, maar omdat de wereldkampioen als enige land geen wedstrijden verloor werd West-Duitsland toch groepswinnaar. Over het algemeen was de indruk dat het land minder sterk was als in 1954.
Argentinië deed voor de eerste keer sinds 1934 mee aan het wereldkampioenschap en werd gezien als een outsider. Ze herstelden zich tegen Noord-Ierland, maar gingen hard onderuit tegen de Tsjechoslowaken: 6-1. Sindsdien spraken de Argentijnen over "de Zweedse ramp". Tsjecho-Slowakije en Noord-Ierland moesten in een beslissingswedstrijd uitmaken wie zich plaatste voor de kwartfinales. Noord-Ierland, dat in de kwalificatie zo verrassend Italië uitschakelde won dat duel, een prestatie van formaat voor het kleine voetballand. Peter McParland was de grote held van de ploeg  hij scoorde vijf van de zes doelpunten in deze wedstrijden.
| Land               | Wed | Win | Gel | Ver | DV | DT | +/− | Pnt |
| ------------------ | --- | --- | --- | --- | -- | -- | --- | --- |
| West-Duitsland     | 3   | 1   | 2   | 0   | 7  | 5  | 2   | 4   |
| Noord-Ierland¹     | 3   | 1   | 1   | 1   | 4  | 5  | –1  | 3   |
| Tsjecho-Slowakije¹ | 3   | 1   | 1   | 1   | 8  | 4  | 4   | 3   |
| Argentinië         | 3   | 1   | 0   | 2   | 5  | 10 | –5  | 2   |

¹ Play-off duel om te bepalen wie naar de kwartfinale mag
|                                              |                          |                        |             |                                                                                |
| 8 juni 1958 «onderlinge duels» 19:00 (UTC+1) | West-Duitsland           | 3 – 1                  | Argentinië  | Malmö Stadion, Malmö Toeschouwers: 31.156 Scheidsrechter: Reginald Leafe (ENG) |
| 8 juni 1958 «onderlinge duels» 19:00 (UTC+1) | Rahn 32', 79' Seeler 42' | verslag (FIFA) verslag | 3' Corbatta | Malmö Stadion, Malmö Toeschouwers: 31.156 Scheidsrechter: Reginald Leafe (ENG) |

|                                              |               |                        |                   |                                                                                |
| 8 juni 1958 «onderlinge duels» 19:00 (UTC+1) | Noord-Ierland | 1 – 0                  | Tsjecho-Slowakije | Örjans vall, Halmstad Toeschouwers: 10.647 Scheidsrechter: Fritz Seipelt (AUT) |
| 8 juni 1958 «onderlinge duels» 19:00 (UTC+1) | Cush 21'      | verslag (FIFA) verslag |                   | Örjans vall, Halmstad Toeschouwers: 10.647 Scheidsrechter: Fritz Seipelt (AUT) |

|                                               |                                           |                        |               |                                                                              |
| 11 juni 1958 «onderlinge duels» 19:00 (UTC+1) | Argentinië                                | 3 – 1                  | Noord-Ierland | Örjans vall, Halmstad Toeschouwers: 14.174 Scheidsrechter: Sten Ahlner (SWE) |
| 11 juni 1958 «onderlinge duels» 19:00 (UTC+1) | Corbatta 37' (pen.) Menéndez 56' Avio 60' | verslag (FIFA) verslag | 4' McParland  | Örjans vall, Halmstad Toeschouwers: 14.174 Scheidsrechter: Sten Ahlner (SWE) |

|                                               |                      |                        |                             |                                                                              |
| 11 juni 1958 «onderlinge duels» 19:00 (UTC+1) | West-Duitsland       | 2 – 2                  | Tsjecho-Slowakije           | Olympia, Helsingborg Toeschouwers: 25.000 Scheidsrechter: Arthur Ellis (ENG) |
| 11 juni 1958 «onderlinge duels» 19:00 (UTC+1) | Schäfer 60' Rahn 71' | verslag (FIFA) verslag | 24' (pen.) Dvořák 42' Zikán | Olympia, Helsingborg Toeschouwers: 25.000 Scheidsrechter: Arthur Ellis (ENG) |

|                                               |                     |                        |                    |                                                                                          |
| 15 juni 1958 «onderlinge duels» 19:00 (UTC+1) | West-Duitsland      | 2 – 2                  | Noord-Ierland      | Malmö Stadion, Malmö Toeschouwers: 21.990 Scheidsrechter: Joaquim Fernandes Campos (POR) |
| 15 juni 1958 «onderlinge duels» 19:00 (UTC+1) | Rahn 20' Seeler 78' | verslag (FIFA) verslag | 18', 60' McParland | Malmö Stadion, Malmö Toeschouwers: 21.990 Scheidsrechter: Joaquim Fernandes Campos (POR) |

|                                               |                                                        |                        |                     |                                                                              |
| 15 juni 1958 «onderlinge duels» 19:00 (UTC+1) | Tsjecho-Slowakije                                      | 6 – 1                  | Argentinië          | Olympia, Helsingborg Toeschouwers: 16.418 Scheidsrechter: Arthur Ellis (ENG) |
| 15 juni 1958 «onderlinge duels» 19:00 (UTC+1) | Dvořák 8' Zikán 17', 39' Feureisl 68' Hovorka 81', 89' | verslag (FIFA) verslag | 64' (pen.) Corbatta | Olympia, Helsingborg Toeschouwers: 16.418 Scheidsrechter: Arthur Ellis (ENG) |

Play-off
|                                               |                     |                        |                   |                                                                               |
| 17 juni 1958 «onderlinge duels» 19:00 (UTC+1) | Noord-Ierland       | 2 – 1 (n.v.)           | Tsjecho-Slowakije | Malmö Stadion, Malmö Toeschouwers: 6.196 Scheidsrechter: Maurice Guigue (FRA) |
| 17 juni 1958 «onderlinge duels» 19:00 (UTC+1) | McParland 44 ', 97' | verslag (FIFA) verslag | 18' Zikán         | Malmö Stadion, Malmö Toeschouwers: 6.196 Scheidsrechter: Maurice Guigue (FRA) |

### Groep B
Met meer dan 5 doelpunten gemiddeld per wedstrijd werd veel gescoord in deze groep. Dat was vooral te danken aan Frankrijk en Just Fontaine in het bijzonder. Hij scoorde zes van de elf Franse doelpunten. Tegen Paraguay werd een 2-3 achterstand omgebogen in een 7-3 overwinning. De tweede wedstrijd tegen Joegoslavië ging met 3-2 verloren, omdat de Fransen door hun tomeloze aanvalsdrift in de laatste minuut verrast werden. Kwalificatie voor de volgende ronde werd veilig gesteld door een 2-1 zege op Schotland. Joegoslavië plaatste zich ook voor de volgende ronde via een 3-3 gelijkspel tegen Paraguay.
| Land        | Wed | Win | Gel | Ver | DV | DT | +/− | Pnt |
| ----------- | --- | --- | --- | --- | -- | -- | --- | --- |
| Frankrijk   | 3   | 2   | 0   | 1   | 11 | 7  | 4   | 4   |
| Joegoslavië | 3   | 1   | 2   | 0   | 7  | 6  | 1   | 4   |
| Paraguay    | 3   | 1   | 1   | 1   | 9  | 12 | –3  | 3   |
| Schotland   | 3   | 0   | 1   | 2   | 4  | 6  | –2  | 1   |

|                                              |                                                                        |                        |                                     |                                                                                       |
| 8 juni 1958 «onderlinge duels» 19:00 (UTC+1) | Frankrijk                                                              | 7 – 3                  | Paraguay                            | Idrottsparken, Norrköping Toeschouwers: 16.500 Scheidsrechter: Juan Gardeazabal (ESP) |
| 8 juni 1958 «onderlinge duels» 19:00 (UTC+1) | Fontaine 24', 30', 67' Piantoni 52' Wisnieski 61' Kopa 70' Vincent 83' | verslag (FIFA) verslag | 20', 44' (pen.) Amarilla 50' Romero | Idrottsparken, Norrköping Toeschouwers: 16.500 Scheidsrechter: Juan Gardeazabal (ESP) |

|                                              |              |                        |            |                                                                                |
| 8 juni 1958 «onderlinge duels» 19:00 (UTC+1) | Joegoslavië  | 1 – 1                  | Schotland  | Arosvallen, Västerås Toeschouwers: 9.500 Scheidsrechter: Raymon Wyssling (SUI) |
| 8 juni 1958 «onderlinge duels» 19:00 (UTC+1) | Petaković 6' | verslag (FIFA) verslag | 49' Murray | Arosvallen, Västerås Toeschouwers: 9.500 Scheidsrechter: Raymon Wyssling (SUI) |

|                                               |                                     |                        |                  |                                                                                    |
| 11 juni 1958 «onderlinge duels» 19:00 (UTC+1) | Joegoslavië                         | 3 – 2                  | Frankrijk        | Arosvallen, Västerås Toeschouwers: 12.000 Scheidsrechter: Benjamin Griffiths (WAL) |
| 11 juni 1958 «onderlinge duels» 19:00 (UTC+1) | Petaković 16' Veselinović 63 ', 88' | verslag (FIFA) verslag | 4', 85' Fontaine | Arosvallen, Västerås Toeschouwers: 12.000 Scheidsrechter: Benjamin Griffiths (WAL) |

|                                               |                             |                        |                       |                                                                                         |
| 11 juni 1958 «onderlinge duels» 19:00 (UTC+1) | Paraguay                    | 3 – 2                  | Schotland             | Idrottsparken, Norrköping Toeschouwers: 12.000 Scheidsrechter: Vincenzo Orlandini (ITA) |
| 11 juni 1958 «onderlinge duels» 19:00 (UTC+1) | Agüero 4' Ré 45' Parodi 73' | verslag (FIFA) verslag | 24' Mudie 74' Collins | Idrottsparken, Norrköping Toeschouwers: 12.000 Scheidsrechter: Vincenzo Orlandini (ITA) |

|                                               |                       |                        |           |                                                                           |
| 15 juni 1958 «onderlinge duels» 19:00 (UTC+1) | Frankrijk             | 2 – 1                  | Schotland | Eyravallen, Örebro Toeschouwers: 13.500 Scheidsrechter: Juan Brozzi (ARG) |
| 15 juni 1958 «onderlinge duels» 19:00 (UTC+1) | Kopa 22' Fontaine 44' | verslag (FIFA) verslag | 58' Baird | Eyravallen, Örebro Toeschouwers: 13.500 Scheidsrechter: Juan Brozzi (ARG) |

|                                               |                                  |                        |                                           |                                                                                |
| 15 juni 1958 «onderlinge duels» 19:00 (UTC+1) | Paraguay                         | 3 – 3                  | Joegoslavië                               | Tunavallen, Eskilstuna Toeschouwers: 12.000 Scheidsrechter: Martin Macko (TCH) |
| 15 juni 1958 «onderlinge duels» 19:00 (UTC+1) | Parodi 20' Agüero 52' Romero 80' | verslag (FIFA) verslag | 18' Ognjanović 21' Veselinović 73' Rajkov | Tunavallen, Eskilstuna Toeschouwers: 12.000 Scheidsrechter: Martin Macko (TCH) |

### Groep C
Gastland Zweden had weinig problemen zich te plaatsen voor de volgende ronde. Ze profiteerden vooral van het feit dat het ijzersterke Hongarije ernstig verzwakt was doordat bijna alle sterspelers het land waren ontvlucht vanwege het neerslaan van de Hongaarse Opstand in 1956. Hongarije en Wales moesten in een beslissingswedstrijd uitmaken wie zich ook plaatste voor de kwartfinales. Wales, dat zich op het laatste moment kwalificeerde voor het WK via een ingelaste wedstrijd tegen Israël won deze wedstrijd en hield nu samen met het eveneens kleine Noord-Ierland de eer hoog van het Britse voetbal. De vierde deelnemer in deze poule Mexico haalde voor de eerste keer in vier deelnames aan een WK een gelijkspel (tegen Wales), maar was voor de rest kansloos in deze poule.
| Land       | Wed | Win | Gel | Ver | DV | DT | +/− | Pnt |
| ---------- | --- | --- | --- | --- | -- | -- | --- | --- |
| Zweden     | 3   | 2   | 1   | 0   | 5  | 1  | 4   | 5   |
| Wales¹     | 3   | 0   | 3   | 0   | 2  | 2  | 0   | 3   |
| Hongarije¹ | 3   | 1   | 1   | 1   | 6  | 3  | 3   | 3   |
| Mexico     | 3   | 0   | 1   | 2   | 1  | 8  | –7  | 1   |

¹Play-off duel om te bepalen wie naar de kwartfinale mag
|                                              |                                         |                        |        |                                                                                   |
| 8 juni 1958 «onderlinge duels» 14:00 (UTC+1) | Zweden                                  | 3 – 0                  | Mexico | Råsundastadion, Solna Toeschouwers: 45.000 Scheidsrechter: Nikolaj Latychev (URS) |
| 8 juni 1958 «onderlinge duels» 14:00 (UTC+1) | Simonsson 17 ', 64' Liedholm 57' (pen.) | verslag (FIFA) verslag |        | Råsundastadion, Solna Toeschouwers: 45.000 Scheidsrechter: Nikolaj Latychev (URS) |

|                                              |           |                        |                |                                                                                     |
| 8 juni 1958 «onderlinge duels» 19:00 (UTC+1) | Hongarije | 1 – 1                  | Wales          | Jernvallen, Sandviken Toeschouwers: 20.000 Scheidsrechter: Jose Maria Codesal (URU) |
| 8 juni 1958 «onderlinge duels» 19:00 (UTC+1) | Bozsik 5' | verslag (FIFA) verslag | 27' J. Charles | Jernvallen, Sandviken Toeschouwers: 20.000 Scheidsrechter: Jose Maria Codesal (URU) |

|                                               |              |                        |                  |                                                                              |
| 11 juni 1958 «onderlinge duels» 19:00 (UTC+1) | Mexico       | 1 – 1                  | Wales            | Råsundastadion, Solna Toeschouwers: 25.000 Scheidsrechter: Leo Lemesic (YUG) |
| 11 juni 1958 «onderlinge duels» 19:00 (UTC+1) | Belmonte 89' | verslag (FIFA) verslag | 32' I. Allchurch | Råsundastadion, Solna Toeschouwers: 25.000 Scheidsrechter: Leo Lemesic (YUG) |

|                                               |                 |                        |           |                                                                             |
| 12 juni 1958 «onderlinge duels» 19:00 (UTC+1) | Zweden          | 2 – 1                  | Hongarije | Råsundastadion, Solna Toeschouwers: 40.000 Scheidsrechter: Jack Mowat (SCO) |
| 12 juni 1958 «onderlinge duels» 19:00 (UTC+1) | Hamrin 34', 55' | verslag (FIFA) verslag | 77' Tichy | Råsundastadion, Solna Toeschouwers: 40.000 Scheidsrechter: Jack Mowat (SCO) |

|                                               |                        |       |       |                                                                                    |
| 15 juni 1958 «onderlinge duels» 14:00 (UTC+1) | Zweden                 | 0 – 0 | Wales | Råsundastadion, Solna Toeschouwers: 35.000 Scheidsrechter: Lucien Van Nuffel (BEL) |
| 15 juni 1958 «onderlinge duels» 14:00 (UTC+1) | verslag (FIFA) verslag |       |       | Råsundastadion, Solna Toeschouwers: 35.000 Scheidsrechter: Lucien Van Nuffel (BEL) |

|                                               |                                        |                        |        |                                                                                |
| 15 juni 1958 «onderlinge duels» 19:00 (UTC+1) | Hongarije                              | 4 – 0                  | Mexico | Jernvallen, Sandviken Toeschouwers: 13.300 Scheidsrechter: Arne Eriksson (FIN) |
| 15 juni 1958 «onderlinge duels» 19:00 (UTC+1) | Tichy 19', 46' Sándor 54' Bencsics 69' | verslag (FIFA) verslag |        | Jernvallen, Sandviken Toeschouwers: 13.300 Scheidsrechter: Arne Eriksson (FIN) |

Play-off
|                                               |                             |                        |           |                                                                                   |
| 17 juni 1958 «onderlinge duels» 19:00 (UTC+1) | Wales                       | 2 – 1                  | Hongarije | Råsundastadion, Solna Toeschouwers: 20.000 Scheidsrechter: Nikolaj Latychev (URS) |
| 17 juni 1958 «onderlinge duels» 19:00 (UTC+1) | I. Allchurch 55' Medwin 76' | verslag (FIFA) verslag | 33' Tichy | Råsundastadion, Solna Toeschouwers: 20.000 Scheidsrechter: Nikolaj Latychev (URS) |

### Groep D
Een ware poule des doods met de nummer drie van het laatste WK Oostenrijk, olympisch kampioen de Sovjet-Unie, Engeland en de eeuwige belofte Brazilië. Oostenrijk was snel uitgeschakeld na twee nederlagen tegen Brazilië en de Sovjet-Unie. Tegen Engeland, ernstig gehandicapt doordat enkele spelers van Manchester United de dood vonden tijdens de Vliegramp van München, had Brazilië het zwaar en hadden de Engelsen eigenlijk een strafschop moeten hebben. Daarom besloot de Braziliaanse bondscoach in te grijpen en de pas 17-jarige spits Pelé en rechtsbuiten Garrincha in te brengen tegen de Sovjet-Unie.
Al na drie minuten hadden zowel Pelé als Garrincha de paal getroffen, waarna Vavá doel trof. De pure klasse van de Brazilianen won het van de op een wetenschappelijk manier opgeleide Russen, vooral Garrincha was ongrijpbaar. Diep in de tweede helft bepaalde opnieuw Vavá de eindstand op 2-0. Engeland verzuimde om te profiteren door gelijk te spelen tegen het al uitgeschakelde Oostenrijk: 2-2. Er moest een beslissingswedstrijd komen tussen de Russen en de Engelsen, die de Sovjet-Unie met 1-0 won, vooral dankzij het keeperswerk van Lev Jasjin, bijgenaamd: "de Octopus".
'
| Land         | Wed | Win | Gel | Ver | DV | DT | +/− | Pnt |
| ------------ | --- | --- | --- | --- | -- | -- | --- | --- |
| Brazilië     | 3   | 2   | 1   | 0   | 5  | 0  | 5   | 5   |
| Sovjet-Unie¹ | 3   | 1   | 1   | 1   | 4  | 4  | 0   | 3   |
| Engeland¹    | 3   | 0   | 3   | 0   | 4  | 4  | 0   | 3   |
| Oostenrijk   | 3   | 0   | 1   | 2   | 2  | 7  | –5  | 1   |

¹Play-off duel om te bepalen wie naar de kwartfinale mag
|                                              |                                      |                        |            |                                                                                    |
| 8 juni 1958 «onderlinge duels» 19:00 (UTC+1) | Brazilië                             | 3 – 0                  | Oostenrijk | Rimnersvallen, Uddevalla Toeschouwers: 17.778 Scheidsrechter: Maurice Guigue (FRA) |
| 8 juni 1958 «onderlinge duels» 19:00 (UTC+1) | Altafini 37 ', 85' Nílton Santos 50' | verslag (FIFA) verslag |            | Rimnersvallen, Uddevalla Toeschouwers: 17.778 Scheidsrechter: Maurice Guigue (FRA) |

|                                              |                            |                        |                             |                                                                          |
| 8 juni 1958 «onderlinge duels» 19:00 (UTC+1) | Sovjet-Unie                | 2 – 2                  | Engeland                    | Ullevi, Göteborg Toeschouwers: 49.348 Scheidsrechter: Istvan Zsolt (HUN) |
| 8 juni 1958 «onderlinge duels» 19:00 (UTC+1) | Simonjan 13' A. Ivanov 56' | verslag (FIFA) verslag | 66' Kevan 85' (pen.) Finney | Ullevi, Göteborg Toeschouwers: 49.348 Scheidsrechter: Istvan Zsolt (HUN) |

|                                               |                        |       |          |                                                                          |
| 11 juni 1958 «onderlinge duels» 19:00 (UTC+1) | Brazilië               | 0 – 0 | Engeland | Ullevi, Göteborg Toeschouwers: 40.895 Scheidsrechter: Albert Dusch (FRG) |
| 11 juni 1958 «onderlinge duels» 19:00 (UTC+1) | verslag (FIFA) verslag |       |          | Ullevi, Göteborg Toeschouwers: 40.895 Scheidsrechter: Albert Dusch (FRG) |

|                                               |                         |                        |            |                                                                           |
| 11 juni 1958 «onderlinge duels» 19:00 (UTC+1) | Sovjet-Unie             | 2 – 0                  | Oostenrijk | Ryavallen, Borås Toeschouwers: 21.239 Scheidsrechter: Carl Jorgense (DEN) |
| 11 juni 1958 «onderlinge duels» 19:00 (UTC+1) | Iljin 15' V. Ivanov 62' | verslag (FIFA) verslag |            | Ryavallen, Borås Toeschouwers: 21.239 Scheidsrechter: Carl Jorgense (DEN) |

|                                               |                      |                        |                       |                                                                            |
| 15 juni 1958 «onderlinge duels» 19:00 (UTC+1) | Engeland             | 2 – 2                  | Oostenrijk            | Ryavallen, Borås Toeschouwers: 15.872 Scheidsrechter: Jan Bronkhorst (NED) |
| 15 juni 1958 «onderlinge duels» 19:00 (UTC+1) | Haynes 56' Kevan 74' | verslag (FIFA) verslag | 15' Koller 71' Körner | Ryavallen, Borås Toeschouwers: 15.872 Scheidsrechter: Jan Bronkhorst (NED) |

|                                               |               |                        |             |                                                                            |
| 15 juni 1958 «onderlinge duels» 19:00 (UTC+1) | Brazilië      | 2 – 0                  | Sovjet-Unie | Ullevi, Göteborg Toeschouwers: 50.928 Scheidsrechter: Maurice Guigue (FRA) |
| 15 juni 1958 «onderlinge duels» 19:00 (UTC+1) | Vavá 3 ', 77' | verslag (FIFA) verslag |             | Ullevi, Göteborg Toeschouwers: 50.928 Scheidsrechter: Maurice Guigue (FRA) |

Play-off
|                                               |             |                        |          |                                                                          |
| 17 juni 1958 «onderlinge duels» 19:00 (UTC+1) | Sovjet-Unie | 1 – 0                  | Engeland | Ullevi, Göteborg Toeschouwers: 23.182 Scheidsrechter: Albert Dusch (FRG) |
| 17 juni 1958 «onderlinge duels» 19:00 (UTC+1) | Iljin 69'   | verslag (FIFA) verslag |          | Ullevi, Göteborg Toeschouwers: 23.182 Scheidsrechter: Albert Dusch (FRG) |

### Samenvatting
Zeven Europese landen plaatsten zich voor de tweede ronde, vorig WK zes. Echt grote verrassingen bij de afvallers waren er niet, wel werd er meer verwacht van Hongarije, Tsjecho-Slowakije, Engeland en Argentinië. Meeste indruk in de eerste ronde maakte Brazilië, gevolgd door Frankrijk. De favorieten vooraf West-Duitsland en de Sovjet-Unie hadden het nog niet echt laten zien, Zweden en Joegoslavië voldeden aan de verwachtingen. De verrassingen van het toernooi waren Wales en Noord-Ierland.

## Knock-outfase
|  | kwartfinale          | kwartfinale          |                     |   | halve finale         | halve finale         |   |  | finale | finale |
|  |                      |                      |                     |   |                      |                      |   |  |        |        |
|  | 19 juni – Gothenburg |                      |                     |   |                      |                      |   |  |        |        |
|  |                      |                      |                     |   |                      |                      |   |  |        |        |
|  | Brazilië             | 1                    |                     |   |                      |                      |   |  |        |        |
|  | Brazilië             | 1                    | 24 juni – Stockholm |   |                      |                      |   |  |        |        |
|  | Wales                | 0                    |                     |   |                      |                      |   |  |        |        |
|  | Wales                | 0                    | Brazilië            | 5 |                      |                      |   |  |        |        |
|  | 19 juni – Norrköping |                      | Brazilië            | 5 |                      |                      |   |  |        |        |
|  |                      | Frankrijk            | 2                   |   |                      |                      |   |  |        |        |
|  | Frankrijk            | Frankrijk            | 2                   | 4 |                      |                      |   |  |        |        |
|  | Frankrijk            |                      | 29 juni – Stockholm | 4 |                      |                      |   |  |        |        |
|  | Noord-Ierland        | 0                    |                     |   |                      |                      |   |  |        |        |
|  | Noord-Ierland        | 0                    | Brazilië            | 5 |                      |                      |   |  |        |        |
|  | 19 juni – Stockholm  |                      | Brazilië            | 5 |                      |                      |   |  |        |        |
|  |                      | Zweden               | 2                   |   |                      |                      |   |  |        |        |
|  | Zweden               | Zweden               | 2                   | 2 |                      |                      |   |  |        |        |
|  | Zweden               | 24 juni – Gothenburg |                     | 2 |                      |                      |   |  |        |        |
|  | Sovjet-Unie          | 0                    |                     |   |                      |                      |   |  |        |        |
|  | Sovjet-Unie          | 0                    | Zweden              | 3 | derde plaats         | derde plaats         |   |  |        |        |
|  | 19 juni – Malmö      |                      | Zweden              | 3 | derde plaats         | derde plaats         |   |  |        |        |
|  |                      | West-Duitsland       | 1                   |   | 28 juni – Gothenburg | 28 juni – Gothenburg |   |  |        |        |
|  | West-Duitsland       | West-Duitsland       | 1                   | 1 | 28 juni – Gothenburg | 28 juni – Gothenburg |   |  |        |        |
|  | West-Duitsland       |                      |                     |   |                      | Frankrijk            | 6 |  |        |        |
|  | Joegoslavië          | 0                    |                     |   |                      | Frankrijk            | 6 |  |        |        |
|  | Joegoslavië          | 0                    | West-Duitsland      | 3 |                      |                      |   |  |        |        |
|  |                      |                      | West-Duitsland      | 3 |                      |                      |   |  |        |        |

### Kwartfinale
In de kwartfinales waren de ploegen, die een beslissingswedstrijd nodig hadden om die kwartfinale te bereiken zwaar in het nadeel. Ze moesten binnen 4 dagen drie wedstrijden spelen. De Sovjet-Unie en Noord-Ierland waren dan ook kansloos tegen Zweden en Frankrijk. Fontaine scoorde voor Frankrijk weer twee keer. West-Duitsland speelde zijn beste wedstrijd van het toernooi en de 1-0 zege op het tegenvallende Joegoslavië had hoger uit kunnen vallen.
Brazilië had het erg moeilijk tegen Wales. Net als tegen Engeland hadden de virtuoze Zuid-Amerikanen moeite openingen te vinden, vooral Garrincha kon zich niet zo uitleven als tegen de Sovjet-Unie. Uiteindelijk besliste de 17-jarige Pelé de strijd diep in de tweede helft. Zijn naam was meteen gevestigd.
|                                               |                                              |                        |               |                                                                                       |
| 19 juni 1958 «onderlinge duels» 19:00 (UTC+1) | Frankrijk                                    | 4 – 0                  | Noord-Ierland | Idrottsparken, Norrköping Toeschouwers: 12.000 Scheidsrechter: Juan Gardeazabal (ESP) |
| 19 juni 1958 «onderlinge duels» 19:00 (UTC+1) | Wisnieski 22' Fontaine 55', 63' Piantoni 68' | verslag (FIFA) verslag |               | Idrottsparken, Norrköping Toeschouwers: 12.000 Scheidsrechter: Juan Gardeazabal (ESP) |

|                                               |                          |                        |             |                                                                                 |
| 19 juni 1958 «onderlinge duels» 19:00 (UTC+1) | Zweden                   | 2 – 0                  | Sovjet-Unie | Råsundastadion, Solna Toeschouwers: 45.000 Scheidsrechter: Reginald Leafe (ENG) |
| 19 juni 1958 «onderlinge duels» 19:00 (UTC+1) | Hamrin 49' Simonsson 88' | verslag (FIFA) verslag |             | Råsundastadion, Solna Toeschouwers: 45.000 Scheidsrechter: Reginald Leafe (ENG) |

|                                               |          |                        |       |                                                                           |
| 19 juni 1958 «onderlinge duels» 19:00 (UTC+1) | Brazilië | 1 – 0                  | Wales | Ullevi, Göteborg Toeschouwers: 25.000 Scheidsrechter: Fritz Seipelt (AUT) |
| 19 juni 1958 «onderlinge duels» 19:00 (UTC+1) | Pelé 66' | verslag (FIFA) verslag |       | Ullevi, Göteborg Toeschouwers: 25.000 Scheidsrechter: Fritz Seipelt (AUT) |

|                                               |                |                        |             |                                                                                 |
| 19 juni 1958 «onderlinge duels» 19:00 (UTC+1) | West-Duitsland | 1 – 0                  | Joegoslavië | Malmö Stadion, Malmö Toeschouwers: 20.000 Scheidsrechter: Raymon Wyssling (SUI) |
| 19 juni 1958 «onderlinge duels» 19:00 (UTC+1) | Rahn 12'       | verslag (FIFA) verslag |             | Malmö Stadion, Malmö Toeschouwers: 20.000 Scheidsrechter: Raymon Wyssling (SUI) |

### Halve finale
Brazilië incasseerde zijn eerste twee doelpunten dit toernooi, maar ze wonnen ruim met 5-2. De Fransen waren gehandicapt, doordat verdediger en aanvoerder Jonquet geblesseerd moest uitvallen bij een 1-1 stand. Aangezien er nog geen wissels waren toegestaan, moesten de Fransen de hele tweede helft met tien man spelen. In die periode maakte Pelé een glaszuivere hattrick. De andere goals waren van Vavà en Didi.
West-Duitsland tegen Zweden was een veel minder sportieve wedstrijd. In de tweede helft moest West-Duitsland met tien man verder na een rode kaart van Juskowiak. Na een even zware tackle van de Zweden moest de Duitse aanvoerder Fritz Walter ook het veld verlaten. De Duitsers wisten met negen man nog lang vol te houden, maar in de slotfase wist Zweden toe te slaan: 3-1. Meest tot de verbeelding spraken de Zweedse aanvallers Gunnar Gren, Gunnar Nordahl en middenvelder Nils Liedholm, afgerond: Gre-No-Li. Zij maakten Zweden olympisch kampioen, vertrokken toen naar AC Milan, konden door hun profstatus niet meer spelen voor de nationale ploeg, maar kwamen in 1958 terug om Zweden een succesvol wereldkampioenschap te laten spelen.
|                                               |                          |                        |                                     |                                                                                     |
| 24 juni 1958 «onderlinge duels» 19:00 (UTC+1) | Frankrijk                | 2 – 5                  | Brazilië                            | Råsundastadion, Solna Toeschouwers: 27.000 Scheidsrechter: Benjamin Griffiths (WAL) |
| 24 juni 1958 «onderlinge duels» 19:00 (UTC+1) | Fontaine 9' Piantoni 83' | verslag (FIFA) verslag | 2' Vavá 39' Didi 52', 64', 75' Pelé | Råsundastadion, Solna Toeschouwers: 27.000 Scheidsrechter: Benjamin Griffiths (WAL) |

|                                               |                |                        |                                  |                                                                          |
| 24 juni 1958 «onderlinge duels» 19:00 (UTC+1) | West-Duitsland | 1 – 3                  | Zweden                           | Ullevi, Göteborg Toeschouwers: 50.000 Scheidsrechter: Istvan Zsolt (HUN) |
| 24 juni 1958 «onderlinge duels» 19:00 (UTC+1) | Schäfer 24'    | verslag (FIFA) verslag | 32' Skoglund 81' Gren 88' Hamrin | Ullevi, Göteborg Toeschouwers: 50.000 Scheidsrechter: Istvan Zsolt (HUN) |

### Troostfinale
Frankrijk werd derde via een ruime 6-3 overwinning op de uitgebluste oud-wereldkampioen West-Duitsland. Just Fontaine scoorde vier goals en scoorde de meeste goals op een wereldkampioen ooit. Dat was een unieke prestatie, want Fontaine kwam op het laatste moment bij de ploeg, omdat de vaste Franse spits geblesseerd was.
|                                               |                                      |                        |                                                       |                                                                         |
| 28 juni 1958 «onderlinge duels» 17:00 (UTC+1) | West-Duitsland                       | 3 – 6                  | Frankrijk                                             | Ullevi, Göteborg Toeschouwers: 25.000 Scheidsrechter: Juan Brozzi (ARG) |
| 28 juni 1958 «onderlinge duels» 17:00 (UTC+1) | Cieslarczyk 18' Rahn 52' Schäfer 84' | verslag (FIFA) verslag | 16', 36', 78', 89' Fontaine 27' (pen.) Kopa 50' Douis | Ullevi, Göteborg Toeschouwers: 25.000 Scheidsrechter: Juan Brozzi (ARG) |

### Finale
|                                               |                           |                        |                                        |                                                                                 |
| 29 juni 1958 «onderlinge duels» 15:00 (UTC+1) | Zweden                    | 2 – 5                  | Brazilië                               | Råsundastadion, Solna Toeschouwers: 51.800 Scheidsrechter: Maurice Guigue (FRA) |
| 29 juni 1958 «onderlinge duels» 15:00 (UTC+1) | Liedholm 4' Simonsson 80' | verslag (FIFA) verslag | 9', 32' Vavá 55', 90' Pelé 68' Zagallo | Råsundastadion, Solna Toeschouwers: 51.800 Scheidsrechter: Maurice Guigue (FRA) |

| 1958 Wereldkampioen   |
| --------------------- |
|                       |
| BRAZILIË Eerste titel |

## Toernooiranglijst
| Plaats                           | Land              | Groep | GW | Win | Gel | Ver | DV | DT | +/− | Pnt |
| -------------------------------- | ----------------- | ----- | -- | --- | --- | --- | -- | -- | --- | --- |
| 1                                | Brazilië          | D     | 6  | 5   | 1   | 0   | 16 | 4  | +12 | 11  |
| 2                                | Zweden            | C     | 6  | 4   | 1   | 1   | 12 | 7  | +5  | 9   |
| 3                                | Frankrijk         | B     | 6  | 4   | 0   | 2   | 23 | 15 | +8  | 8   |
| 4                                | West-Duitsland    | A     | 6  | 2   | 2   | 2   | 12 | 14 | −2  | 6   |
| Uitgeschakeld in de kwartfinales |                   |       |    |     |     |     |    |    |     |     |
| 5                                | Joegoslavië       | B     | 4  | 1   | 2   | 1   | 7  | 7  | 0   | 4   |
| 6                                | Wales             | C     | 4  | 0   | 3   | 1   | 2  | 3  | −1  | 3   |
| 7                                | Sovjet-Unie       | D     | 4  | 1   | 1   | 2   | 4  | 6  | −2  | 3   |
| 8                                | Noord-Ierland     | A     | 4  | 1   | 1   | 2   | 4  | 9  | −5  | 3   |
| Uitgeschakeld in de groepsfase   |                   |       |    |     |     |     |    |    |     |     |
| 9                                | Tsjecho-Slowakije | A     | 3  | 1   | 1   | 1   | 8  | 4  | +4  | 3   |
| 10                               | Hongarije         | C     | 3  | 1   | 1   | 1   | 6  | 3  | +3  | 3   |
| 11                               | Engeland          | D     | 3  | 0   | 3   | 0   | 4  | 4  | 0   | 3   |
| 12                               | Paraguay          | B     | 3  | 1   | 1   | 1   | 9  | 12 | −3  | 3   |
| 13                               | Argentinië        | A     | 3  | 1   | 0   | 2   | 5  | 10 | −5  | 2   |
| 14                               | Schotland         | B     | 3  | 0   | 1   | 2   | 4  | 6  | −2  | 1   |
| 15                               | Oostenrijk        | D     | 3  | 0   | 1   | 2   | 2  | 7  | −5  | 1   |
| 16                               | Mexico            | C     | 3  | 0   | 1   | 2   | 1  | 8  | −7  | 1   |

## Statistieken

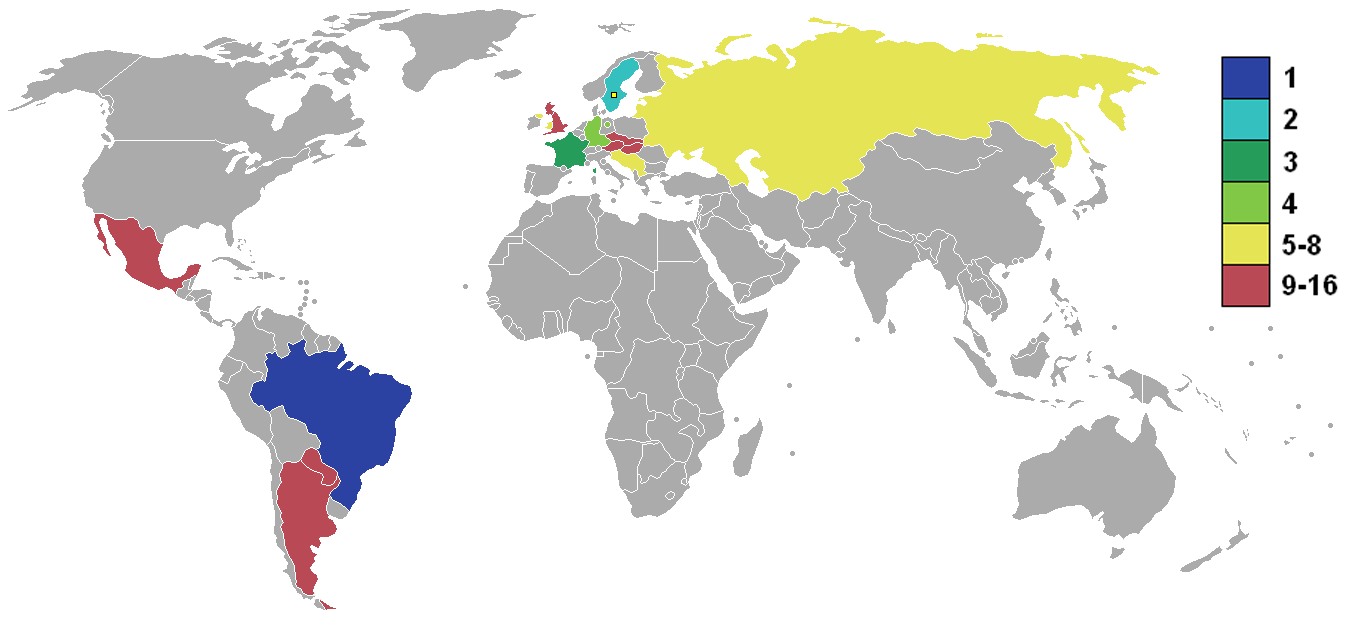
Deelnemende landen

| Aantal wedstrijden               | 35      |
| Totaal aantal doelpunten         | 126     |
| Eigen doelpunten                 | 1       |
| Aantal uitsluitingen (rood)      | 3       |
| Doelpuntgemiddelde per wedstrijd | 3,60    |
| Toeschouwerstotaal               | 868.000 |
| Toeschouwersgemiddelde           | 24.800  |

## Doelpuntenmakers
13 doelpunten
- Just Fontaine

6 doelpunten
- Pelé
- Helmut Rahn

5 doelpunten
- Vavá
- Peter McParland

4 doelpunten
- Zdeněk Zikán
- Lajos Tichy
- Kurt Hamrin
- Agne Simonsson

3 doelpunten
- Omar Oreste Corbatta
- Raymond Kopa
- Roger Piantoni
- Hans Schäfer
- Todor Veselinović

2 doelpunten
- José Altafini
- Milan Dvořák
- Václav Hovorka
- Derek Kevan
- Maryan Wisnieski
- Juan Bautista Agüero
- Florencio Amarilla
- José Parodi
- Jorge Lino Romero
- Aleksandr Ivanov
- Nils Liedholm
- Ivor Allchurch
- Uwe Seeler
- Aleksandar Petaković

1 doelpunt
- Ludovico Avio
- Norberto Menéndez
- Karl Koller
- Alfred Körner
- Didi
- Nílton Santos
- Mário Zagallo
- Jiří Feureisl
- Tom Finney
- Johnny Haynes
- Yvon Douis
- Jean Vincent
- József Bencsics
- József Bozsik
- Károly Sándor
- Jaime Belmonte
- Wilbur Cush
- Cayetano Ré
- Sammy Baird
- Bobby Collins
- Jackie Mudie
- Jimmy Murray
- Anatoli Iljin
- Valentin Ivanov
- Nikita Simonjan
- Gunnar Gren
- Lennart Skoglund
- John Charles
- Terry Medwin
- Hans Cieslarczyk
- Radivoje Ognjanović
- Zdravko Rajkov

## WK 1958 in beeld

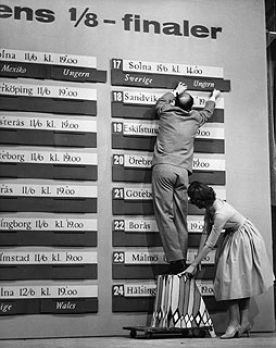
Speelbord
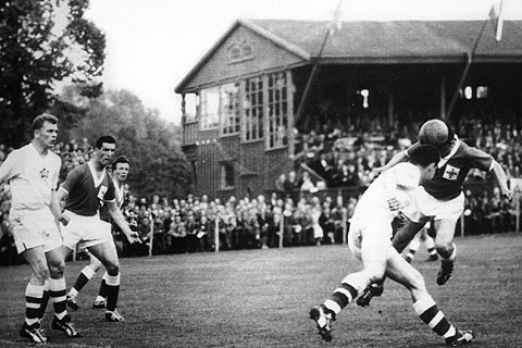
Noord-Ierland-Tsjecho-Slowakije
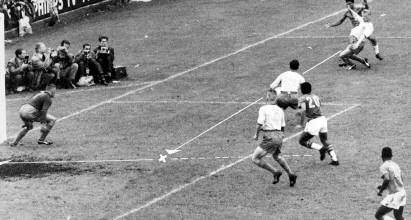
Garrincha en Vavà in de finale
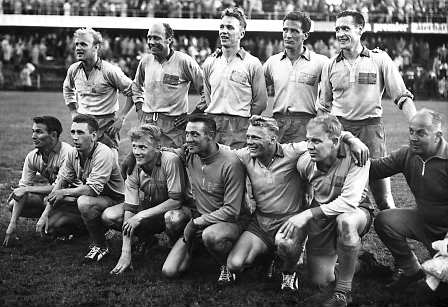
Zweden
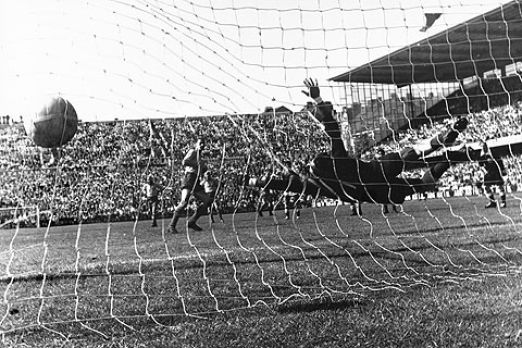
Zweden-Mexico
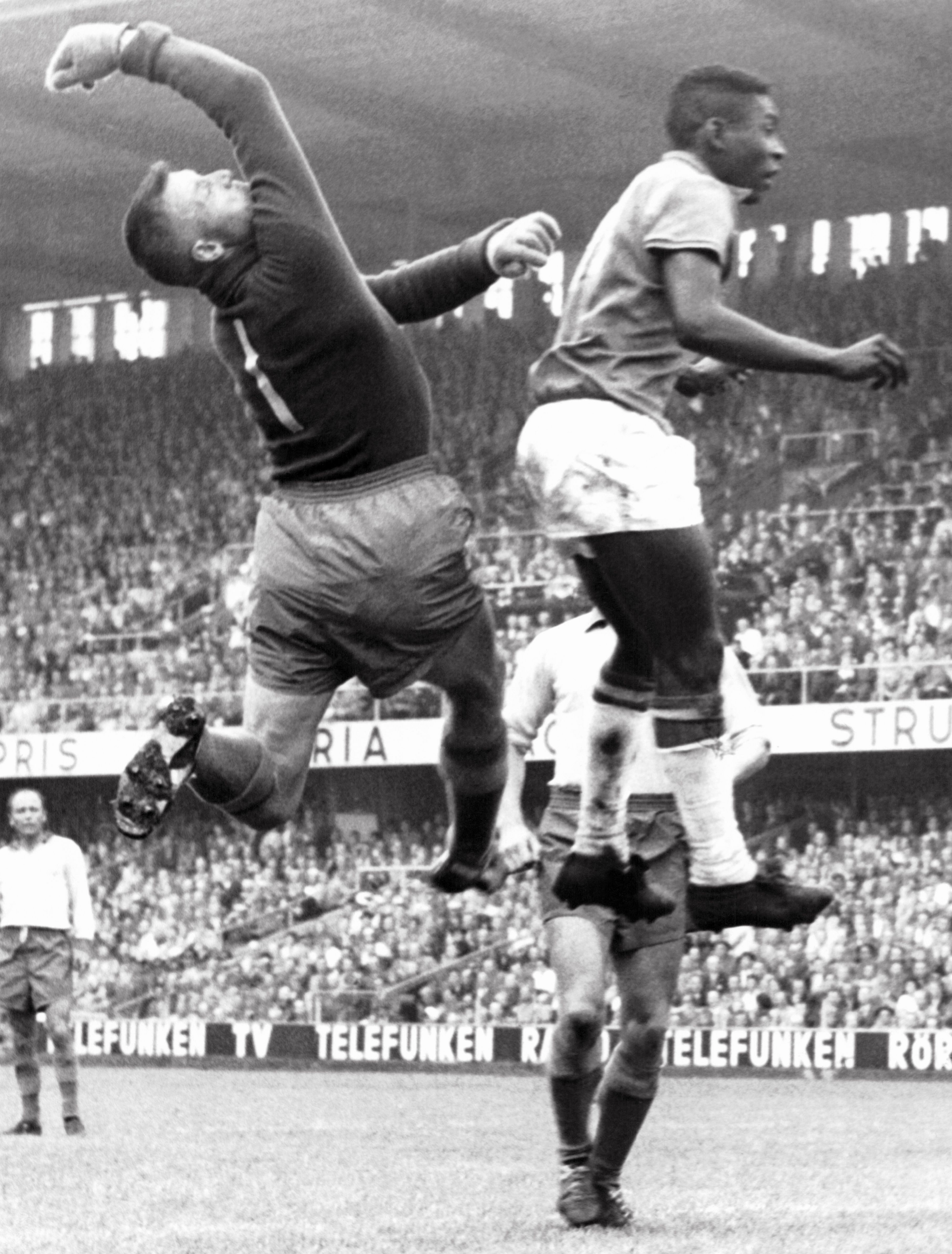
Pelé
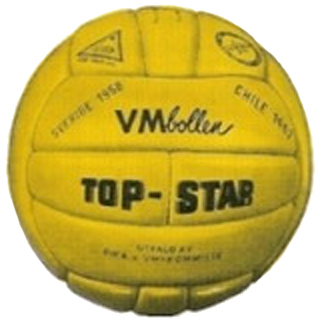
De bal

Råsunda stadion (Stockholm) · Nya Ullevi (Gothenburg) · Malmö Stadion (Malmö) · Tunavallen (Eskilstuna) · Nya Parken (Norrköping) · Jernvallen (Sandviken) · Rimnersvallen (Uddevalla) · Olympia (Helsingborg) · Ryavallen (Borås) · Örjans Vall (Halmstad) · Eyravallen (Örebro) · Arosvallen (Västerås)